# Desarrollo del lenguaje
Se llama desarrollo del lenguaje (o adquisición de la lengua materna) al proceso cognitivo por el cual los seres humanos haciendo uso de su competencia lingüística innata, aprenden a comunicarse verbalmente usando la lengua natural  usada en su entorno social al momento de su nacimiento y durante su infancia hasta la pubertad. En efecto, este proceso está cronológicamente limitado ya que sucede principalmente dentro de lo que Jean Piaget describe como 'Período Preoperatorio' o 'período crítico', o sea durante los primeros 4 o 5 años de vida del niño. 
En la mayoría de los seres humanos esto se da principalmente durante los primeros cinco años, especialmente en lo que se refiere a la adquisición de las formas lingüísticas y de los contenidos. Durante estos primeros años tiene lugar un aprendizaje a gran velocidad y se adquieren los elementos básicos y sus significados. Antes de la adolescencia ya se han consolido la inferencia pragmática y la capacidad para entender enunciados no literales (irónicos, sarcásticos, etc.). Los primeros años constituyen el período fundamental, aunque el desarrollo del lenguaje se prolonga mucho más allá de los primeros años.

## Condicionantes
Para que tenga lugar este desarrollo se considera necesario la ocurrencia de una serie de condicionantes básicos:
- Ausencia de lesión en los órganos implicados (aparato fonador, sistema auditivo, etc.);
- Correcto funcionamiento y maduración adecuada del sistema nervioso;
- Una capacidad intelectual mínima, ya que es conocido que algunas personas con retraso mental profundo no llegan a adquirir el uso normal de la lengua;
- Habilidades sociales cognitivas mínimas, es decir, la intencionalidad o motivación de comunicación con las personas que lo rodean (esta capacidad estaría ausente en los niños autistas), etc.
- Contacto con hablantes competentes; la intervención del adulto es importante, ya que la evidencia empírica muestra que los "niños salvajes", sin contacto con adultos o personas con competencia lingüística, son incapaces de desarrollar lenguaje por sí mismos, aun poseyendo una inteligencia normal.

Muy pronto se produce en el niño la motivación e intento comunicativo, hecho que se denomina protoconversación. Son diálogos muy primitivos, caracterizados por el contacto ocular, sonrisas, gorgojeos y alternancia de las expresiones. Podemos encontrar este tipo de conducta ya en niños de dos meses.

## Teorías explicativas
Actualmente no existe ninguna teoría universalmente aceptada que explique cómo se produce la adquisición del lenguaje. No obstante, se pueden destacar las siguientes teorías:
Teoría innatista
Sus propulsores, Noam Chomsky, o D. McNeil, sostienen que los niños nacen con un sistema de opciones lingüísticas innatas y es el contexto el que determina cuáles se activan y cuáles no. Esta teoría plantea que las personas poseen un dispositivo de adquisición del lenguaje (DAL) que programa el cerebro para analizar el lenguaje escuchado y descifrar sus reglas (Papalia, D. 2001). Chomsky postula como hipótesis básica que existe en todo niño una predisposición innata para llevar a cabo el aprendizaje del lenguaje que no puede ser explicado por el medio externo puesto que la lengua está determinada por estructuras lingüísticas específicas que restringen su adquisición. La importancia de la teoría innatista radica en que Chomsky insiste en el aspecto creador de la capacidad que tiene quien emplea el lenguaje para crear o producir un número de oraciones infinito, nunca antes expresadas o escuchadas. Los supuestos en que se fundamenta este modelo son los siguientes:
- El aprendizaje del lenguaje es específico del ser humano.
- La imitación tiene pocos efectos o ninguno en el aprendizaje del lenguaje.
- Los intentos del adulto de corregir los errores de los niños no ayudan al desarrollo del lenguaje.
- La mayoría de las pronunciaciones de los niños son creaciones personales y no respuestas aprendidas de otras personas. La teoría innatista contempla, en primer lugar, la estructura mental que posee el ser humano y la predisposición innata que tiene para adquirir el lenguaje y, en segundo lugar, destaca el papel activo de quien aprende frente a su capacidad creadora para construir un número infinito de oraciones.

Teoría conductista
B. F. Skinner propuso esta teoría fundamentándola en un modelo de condicionamiento operante o proceso de aprendizaje mediante el cual se logra que una respuesta llegue a ser más probable o frecuente. Skinner empleó el modelo de condicionamiento operante adiestrando animales y concluyó que podría alcanzar resultados semejantes si lo aplicaba a niños y jóvenes mediante el proceso de estímulo - respuesta - recompensa. El aprendizaje del vocabulario y de la gramática se logra por condicionamiento operante. Los adultos que rodean al niño recompensan la vocalización de enunciados correctos gramaticalmente, la presencia de nuevas palabras en el vocabulario y la formulación de preguntas y respuestas. Los aspectos principales en los que se basa este modelo acerca del proceso de adquisición del lenguaje son los siguientes: La adquisición del lenguaje humano difiere poco de la adquisición de conductas aprendidas por otras especies. Los niños imitan el lenguaje de los adultos y estas imitaciones son un componente crítico del aprendizaje del lenguaje. Los adultos corrigen los errores de los niños, y estos últimos aprenden a través de estos errores. Parte del empleo del lenguaje de los niños responde a la imitación de formas empleadas por los adultos. Es importante destacar que esta teoría se centra en el campo extralingüístico y toma como elemento fundamental la influencia del ambiente como mediador del aprendizaje, así como la idea de que el uso del lenguaje responde a la satisfacción de determinadas necesidades por parte de los niños (Papalia, D. 2001).
Teoría cognitiva
Esta teoría, impulsada por Jean Piaget, presupone que el lenguaje está condicionado por el desarrollo de la inteligencia. Para Piaget el desarrollo de la inteligencia empieza desde el nacimiento, antes de que el niño hable, por lo que el niño aprende a hablar a medida que su desarrollo cognitivo alcanza el nivel concreto deseado. Es el pensamiento el que posibilita el lenguaje, lo que significa que el ser humano no posee lenguaje al nacer, sino que lo va adquiriendo poco a poco como parte del desarrollo cognitivo.  Piaget llama habla egocéntrica a la primera habla del niño, porque la usa para expresar sus pensamientos más que para comunicarse socialmente con otras personas. Simplemente son reflexiones de sus propios pensamientos e intenciones. Podría aseverarse entonces que el habla egocéntrica precede al habla socializada.  Una de las perspectivas de Piaget es que el aprendizaje empieza con las primeras experiencias sensoriomotoras, las cuales son fundamento del desarrollo cognitivo y el lenguaje, cuyo aprendizaje continúa mediante la elaboración de estructuras mentales basadas en la integración de los procesos cognitivos propios. Para que el niño alcance su desarrollo mental, es fundamental que atraviese desde su nacimiento diferentes y progresivas etapas del desarrollo cognitivo, etapas que no puede saltarse ni pueden forzarse para que las alcance a un ritmo acelerado. Estas etapas se denominan:
- Etapa sensorio-motriz; inicia con el nacimiento y concluye a los 2 años.
- Etapa preoperacional: de los 2 años hasta los 6 años.
- Etapa de operaciones concretas: de los 7 años a los 11 años.
- Etapa de operaciones formales: 12 años en adelante.

Propuso, además dos tipos de lenguaje que ubicó en dos etapas bien definidas: la prelingüística y la lingüística.
Teoría constructivista
Lev Vygotski (1896-1934) es el teórico del constructivismo social. Esta perspectiva se fundamenta en que la actividad mental está íntimamente relacionada al concepto social, ya que hay una íntima interrelación entre los procesos mentales y la influencia del contexto sociocultural en el que estos procesos se desarrollan. Es el contexto el que crea la estructura lingüística.
Vygotski fue el primero en destacar el papel fundamental del habla para la formación de los procesos mentales. En su concepción, Vygotski señala que el habla tiene dos funciones: la comunicación externa con los demás y la manipulación interna de los pensamientos de la persona. Y, aunque ambas usan el mismo código lingüístico, parten de actividades distintas y se desarrollan independientemente, aunque a veces puedan coincidir.
Jerome Bruner presupone que la actividad mental está interrelacionada con el contexto social y que existe una íntima interrelación entre los procesos mentales y la influencia del contexto sociocultural en que estos procesos se desarrollan. Para Bruner, los niños están en constante transformación. Su desarrollo está determinado por diferentes estímulos y agentes culturales como sus padres, maestros, amigos y demás personas que son parte de su comunidad y del mundo que los rodea; es decir, que están en contacto con una serie de experiencias que les permiten poseer conocimientos previos.
Desde esta perspectiva, los niños conocen el mundo a través de las acciones que realizan. Más tarde lo hacen mediante la imagen y, por último, tanto la acción como la imagen se traducen en lenguaje. Para Bruner, el lenguaje se debe adquirir en situaciones sociales concretas, de uso y de real intercambio comunicativo. El contexto sociocultural en el que se desarrollan los niños es fundamental, tanto para su desarrollo intelectual como para la adquisición y desarrollo del lenguaje, ya que este va dirigido a una acción comunicativa o bien responde a una necesidad del ser humano. Pero, para adquirir el lenguaje, los  niños requieren ayuda de los adutos para interactuar con ellos, y deben utilizar el lenguaje mientras hacen algo.
El emergentismo
Fue planteado por E. Bates y B. MacWhinney. Parte de la premisa de que el lenguaje emerge de la interacción de otros sistemas más básicos.

## Descripción del desarrollo
La descripción de las características de desarrollo del lenguaje comprende tres dimensiones básicas:
- La forma, es decir, detallando el orden cronológico de la adquisición de los diferentes sonidos, el aumento del léxico y del conjunto de formas y morfemas gramaticales, a medida que el niño avanza en la adquisición del lenguaje.
- El contenido, es decir, describiendo qué significado, qué restricciones y qué intencionalidad tienen las emisiones por parte del niño,
- El uso, que se refiere básicamente a la adecuación pragmática y la pertinencia de las emisiones en cada contexto.

Siempre considerando su carácter arbitrario ya que las adquisiciones se hacen en los tres niveles a la vez.

### Dimensión formal
Adquisición del vocabulario y sintaxis (aspecto formal): durante sus primeros meses, el niño presta atención a algunos sonidos, reacciona a la voz y a la cara y produce actividades bucofonatorias que aparecen en los estados de vigilia. Es lo que se conoce como balbuceos. Para algunos investigadores, estos sonidos se producen como consecuencia de ejercicios motóricos incontrolados. Por el contrario, para otros son la base del desarrollo de las posteriores habilidades que conducen al habla. Los niños, en sus balbuceos, profieren sonidos parecidos al lenguaje, pero carentes de sentido. Pueden pertenecer a cualquier idioma, ya que no es hasta el año de edad cuándo se hacen selectivos y emiten sólo aquellos que corresponden a su lengua materna. Para algunos autores, las primeras vocalizaciones son articulaciones profundas de la cavidad bucal difíciles de analizar, ya que la oposición consonante/vocal no puede ser discriminada. Funcionalmente, no son vocales ni consonantes; articulatoriamente, son combinaciones simultáneas.
A partir de los seis meses se produce un balbuceo constante, con control auditivo, curvas de entonación, ritmo y tono de voz variados e imitación mutua de sonidos. La simple repetición deja paso a una nueva modalidad de intercambios. Las emisiones propias y ajenas estimulan el niño. Se inicia la etapa de la ecolalia. En este período se puede distinguir entre expresiones vocales y verbales. Las primeras hacen referencia a sonidos sin significación, y las segundas anticipan los repertorios de sonidos correspondientes a la lengua materna.
Entre los 12-18 meses, tiene lugar un profundo desarrollo fonológico (los primeros fonemas: /m/, /p/, /k/, /t/ y las vocales); aparecen las primeras palabras, que suelen ser monosílabos reduplicados (mama, papa, tata) y palabras onomatopéyicas, es decir, designan los objetos por el ruido que hacen (guauguau = "perro"). Estas primeras palabras, que normalmente son sustantivos, responden a estados afectivos y tienen un significado más amplio que la simple referencia. Con ellas se expresa todo el significado de una frase. Esta es una característica del vocabulario infantil; son las llamadas palabras-frase, que dan nombre la esta etapa: período holofrásico u holofrástico. Así, como por ejemplo, puede decir papa, cuándo ve su padre, cuándo su padre sale o cuándo ve un objeto que le pertenece. Su articulación de los fonemas del lenguaje aún no es la correcta, y pueden aparecer confusiones (dopo por roto, ti por sí, etc.), y omisiones, por no pronunciar todas las sílabas (pato por zapato, ota por pelota). Su comprensión es mejor que su expresión; comprenden más lenguaje del que pueden usar. Utilizan el lenguaje, fundamentalmente, para pedir algo que satisfaga sus necesidades o para reclamar la atención del adulto.
A partir de los dieciocho meses se adquieren los sonidos /y/, /b/, /j/, /g/, /n/, /tʃ/, se produce un considerable aumento de vocabulario, construye frases de dos elementos, estorbe la emergente gramática y la lengua adquiere nuevos usos. El tipo de lenguaje se define como estilo telegráfico. Estas primeras combinaciones de dos palabras están formadas, fundamentalmente, por sustantivos y verbos, como por ejemplo: quiero agua. No utilizan las llamadas palabras funcionales: artículo, preposición, verbo auxiliar, etc. Incluyen sólo las palabras esenciales: un sintagma nominal y un sintagma verbal. La gramática empleada sigue su propio sistema, no es una simple copia del adulto. Suelen combinar las palabras para expresar el significado en función de una serie de relaciones: agente/acción, acción/objeto, agente/objeto, entidad/atributo, entidad/locativo, poseedor/poseído y lo caso nominativo. Hasta ahora la adquisición de vocabulario era relativamente lenta, pero en este período se va a hacer mucho más rápida, pudiendo pasar, aproximadamente, de las 50 palabras a más de 200 a los dos años. Aparecen nuevas funciones del lenguaje: la utiliza para explorar el entorno y aprender y para crear un ambiente de fantasía e imaginación.
En el tercer año (período del lenguaje constituido)se adquieren los sonidos /l/, /ɲ/, /f/, /s/, continúa el desarrollo léxico (hasta aproximadamente 1000 palabras) y fonológico: sonidos, sílabas complejas, aspecto y tiempo verbal, pronombres (aunque conviene distinguir entre los personales y los de tercera persona: estos últimos se adquieren más tarde y, aunque antes de los tres años ya pueden estar utilizando pronombres personales, posesivos, reflexivos y demostrativos, en realidad la mayoría no se adquieren hasta pasar esta edad), adverbios (como los de lugar y cantidad; los de tiempo son más tardíos), algunas preposición y artículos (que implican la integración de la información de género, número y carácter específico o referente del nombre). Utilizan la interrogativa y la negativa como los adultos, a la simple yuxtaposición utilizada incluso el momento, le sigue, a los tres años, la coordinación mediante conjunciones, y las subordinadas, que van introducidas por es, como, como por ejemplo, ¿es que...?, o precedidas de falsas oraciones de relativo, que no aparecerán incluso los tres años y medio. La capacidad para formar plurales, inflexiones verbales, etc., lleva, a su vez, al niño a cometer errores: se trata del fenómeno de la regularización o sobrerregularización. Este fenómeno no implica que los niños cometan errores en la adquisición del lenguaje, sino que estos errores surgen porque están aprendiendo las reglas de su lengua nativa y las aplican con inflexibilidad (flexionan los verbos irregulares como regulares), lo que parece un inconveniente en la evolución de la adquisición del lenguaje y una evolución en la adquisición de la gramática (ya que en un primero momento el niño estorbe usando correctamente las formas irregulares, pero después, cuándo aprende las reglas, sustituye las formas correctas del verbo irregular por sus generalizaciones incorrectas de las formas regulares).
A partir de los cuatro años aparecen los sonidos /d/ y /r/, además de las subordinadas causales y consecutivas, se dominan las inflexiones, continúa el desarrollo léxico, aumentan las preguntas y juegos de palabras, se concluye el desarrollo fonológico principal y la frase se incrementa en longitud y complejidad.
A los cinco años se adquiere el sonido /rr/, se observa un considerable aumento de léxico y una complejidad sintáctica (subordinación, marcas formales, comprensión de la pasiva, etc.), pero no cambios cualitativos relevantes. El chaval ya adquirió las principales estructuras gramaticales de su lengua, lo que no quiere decir que la adquisición del lenguaje haya finalizado, sino que se prolonga al largo de toda la escolaridad primaria e incluso en la secundaria, dado que tiene que aprender a usar su lengua en diferentes contextos y situaciones comunicativas. A pesar de tener adquiridas las reglas básicas, no es hasta los 8 o 9 años cuándo este proceso se puede dar por conseguido.

### Dimensión léxica
Adquisición del léxico: Los primeros sustantivos del habla del niño hacen referencia a los objetos de su entorno: nombres generales (comida, ropa, etc.) y específicos (personas familiares). En su primer léxico se encuentran abundantes sobreextensiones, es decir, extiende el significado o uso de una palabra para otros referentes (como por ejemplo, utiliza el sustantivo perro para cualquier animal de cuatro patas), así como subextensiones (se observa cuándo el niño aplica el concepto muñeca sólo a su muñeca o la alguna en particular).
La explicación de las sobreextensiones se debe, para algunos autores, como Clark (1973), a que el niño categoriza a partir del parecido perceptivo (lugar, forma, tamaño, sonido, etc.). Por el contrario, desde una perspectiva piagetiana, se considera que el niño categoriza la realidad partiendo de su parecido funcional (uso y funciones).
Desde el punto de vista semántico, las oraciones de dos palabras responden a las siguientes relaciones: agente/acción (mamá ven), acción/objeto (corre perro), agente/objeto (mamá comida), entidad/atributo (coche bonito), entidad/locativo (muñeca aquí), poseedor/poseído (niño coche) y el caso nominativo (esa muñeca). Para Slobin (1895), el niño posee unas estrategias cognitivas que le permiten construir progresivamente el lenguaje de acuerdo con unas relaciones de forma y significado. A estas estrategias innatas las llama principios operacionales. Identifica dos tipos básicos: los de análisis y almacenamiento y los de organización morfológico-sintáctica.

## Adquisición del lenguaje
Adquisición del lenguaje o adquisición lingüística es el área de la lingüística que estudia el modo en el que se adquiere el lenguaje durante la infancia. Este es un asunto arduamente debatido por lingüistas y psicólogos infantiles. Véase Adquisición vs Aprendizaje
Noam Chomsky es un representante de las teorías innatistas de adquisición del lenguaje. Estas teorías afirman que los niños tienen una capacidad innata para aprender a hablar, lo cual había sido anteriormente considerado simplemente como un fenómeno cultural basado en la imitación. Este punto de vista, aunque bastante extendido, es todavía controvertido. Existen otras posiciones respecto de la adquisición del lenguaje, que no hacen tanto hincapié en el aspecto sintáctico, como las de Jerome Brunner, quien prioriza el aspecto pragmático, y la de Jean Piaget, que prioriza el aspecto semántico.
La psicolingüística aborda este problema, fundamentalmente desde los mecanismos que son utilizados en el proceso de adquisición. Para ello se sirve del campo de la experimentación, recopilando bases de datos de observaciones de diálogos entre adultos y niños.
Una revisión de 64 estudios realizados principalmente en Estados Unidos, Europa y Australia, entre 1986 y 2016, determinó que, en la etapa preescolar, las habilidades relacionadas con el código (por ejemplo, el conocimiento de las letras) se relaciona indirectamente con la comprensión lectora mediante la decodificación de palabras. Asimismo, la comprensión lingüística está directamente relacionada con las habilidades de comprensión lectora. Además, la comprensión del lenguaje fue más importante en los lectores mayores que en los más jóvenes. Estos resultados sugieren que, para lograr una instrucción exitosa de la compresión lectora, se debe abordar un conjunto amplio de habilidades lingüísticas.

### Competencia comunicativa
Adquisición de la pragmática (uso del lenguaje): según Michael Halliday, el progreso hacia el sistema adulto atraviesa por tres fases:
- La fase I, en la que se incluyen seis funciones:

1. función instrumental, por la que el niño consigue los objetos que satisfacen sus necesidades.
2. función reguladora, le permite que alguien haga algo.
3. función interaccional, en la que el lenguaje es utilizado para la interacción social.
4. función personal, que se utiliza como medio de expresión personal y para introducir al hablante en el acto del habla.
5. función heurística, en la que el lenguaje permite explorar su contorno y aprender.
6. función imaginativa, por la que se utiliza el lenguaje para crear un entorno (juegos, narraciones, etc.).

- La fase II posee un carácter transicional y tiene las siguientes funciones:

1. pragmática (se refiere al lenguaje en cuanto acción, y procede de la función instrumental y de la reguladora).
2. matética (es el lenguaje en cuanto aprendizaje y procede de la personal y *heurística); y, por último, la función.
3. ideacional, que contribuye a ambas.

- La fase III constituye el comienzo del sistema adulto. Destacan tres funciones:

1. ideacional.
2. interpersonal.
3. textual.

Según la clasificación propuesta por Jean Piaget, entre los dos y los cinco años el lenguaje del niño se caracteriza por el monólogo, al que sigue el monólogo colectivo (nivel I). De los cinco a los siete años tiene lugar a asociación del interlocutor a la acción del pensamiento (nivel 2A, primer tipo), la pelea (nivel 2B, primer tipo), la colaboración en la acción o en el pensamiento no abstracto (nivel 2B de segundo tipo), la discusión primitiva (nivel 2B de segundo tipo), la colaboración en el pensamiento abstracto (nivel 3A), y a partir de los siete años la discusión verdadera (nivel 3B).